# Marija Vrsaljko
Marija Vrsaljko, née le 8 août 1989 à Zadar, dans la République socialiste de Croatie, est une joueuse croate de basket-ball. Elle évolue au poste de pivot.